# Nový Athos
Nový Athos (abchazsky: Афон Ҿыц, výslovnost: Afon Tčüc) je město v Abcházii v okresu Gudauta 22 kilometrů severozápadně od Suchumi na pobřeží Černého moře. Je to významné turistické středisko díky jeskyni, která leží nedaleko města a historickému klášteru. Ve městě žije 1 518 obyvatel, z nich je 59,6 % Abcházci.

## Obyvatelstvo
Před válkou, v letech 1992 - 1993 zde žilo 3235 obyvatel z nichž 44,0 % byli Rusové a 23,1 % Abcházci a 7,6 % Gruzíni. Po válce spousta lidí město opustila a v roce 2003 zde žilo pouze 1308, ale od té doby počet obyvatel stoupá a v roce 2011 zde žilo už 1518 obyvatel, z nichž 59,6 % byli Abcházci, 24,0 % Rusové, 8,1 % Arméni, 1,6 % Ukrajinci, 1,4 % Řeci, 1,2 % Gruzíni.

## Historie
První zmínky o městě, tehdy známém jako Anakopije, se objevují už ve 3. století našeho letopočtu. Tehdy to byla významná řecká obchodní stanice. V 5. století zde byla postavena Iverská pevnost, která se pak v 7. století rozrostla o druhou linii hradeb. Na konci 8. století se vládce Abcházie, Leon II. rozhodl vyhlásit nezávislé království a Byzanc, pod kterou Abcházie tehdy spadala proti němu nemohla zasáhnou, kvůli vnitřním problémům. Anakopije se stala hlavním městem nového království. V 11. století po vytvoření Gruzínského království, bylo hlavní město přesunuto a Anakopije ztratila na významu. Úpadek města pokračoval i v následujících stoletích pod tureckou nadvládou.
V roce 1874 přišli do města ruští kněží z kláštera Athos v Řecku a v roce 1875 zde založili klášter s názvem nový Athos. Od toho pochází nový název města. Během rusko - turecké války v letech 1877 - 1878 přešla Abcházie pod ruskou správu. Výstavba kláštera byla v těchto letech pozastavena a postavené budovy byly zničené Turky. Stavba byla obnovena v roce 1879 s podporou Ruského státu a z velké části byla dokončena až v roce 1896. Ale už kolem roku 1890 se město stalo nejvýznamnějším náboženským centrem na pobřeží Černého moře. Ve městě byla spolu s klášterem postavena železnice a i vodní elektrárna. Po revoluci byl klášter zavřen a v průběhu let sloužil jako sklady, penzion nebo kino. Otevřen byl až v roce 1994 a v letech 2004 - 2010 byl zrestaurován za peníze ruské pravoslavné církve. Za sovětské éry město profitovalo z turismu a roku 1975 byla jeskyně zpřístupněna podzemní železnicí. Během Abchazsko - Gruzínské války v letech 1992 - 1993 bylo město těžce poškozeno gruzínským ostřelováním.

## Partnerská města
- Sergijev Posad, Rusko
- Sarov, Rusko
- Rjazaň, Rusko
- Calasetta, Itálie
- Sremski Karlovci, Srbsko[3]

## Galerie

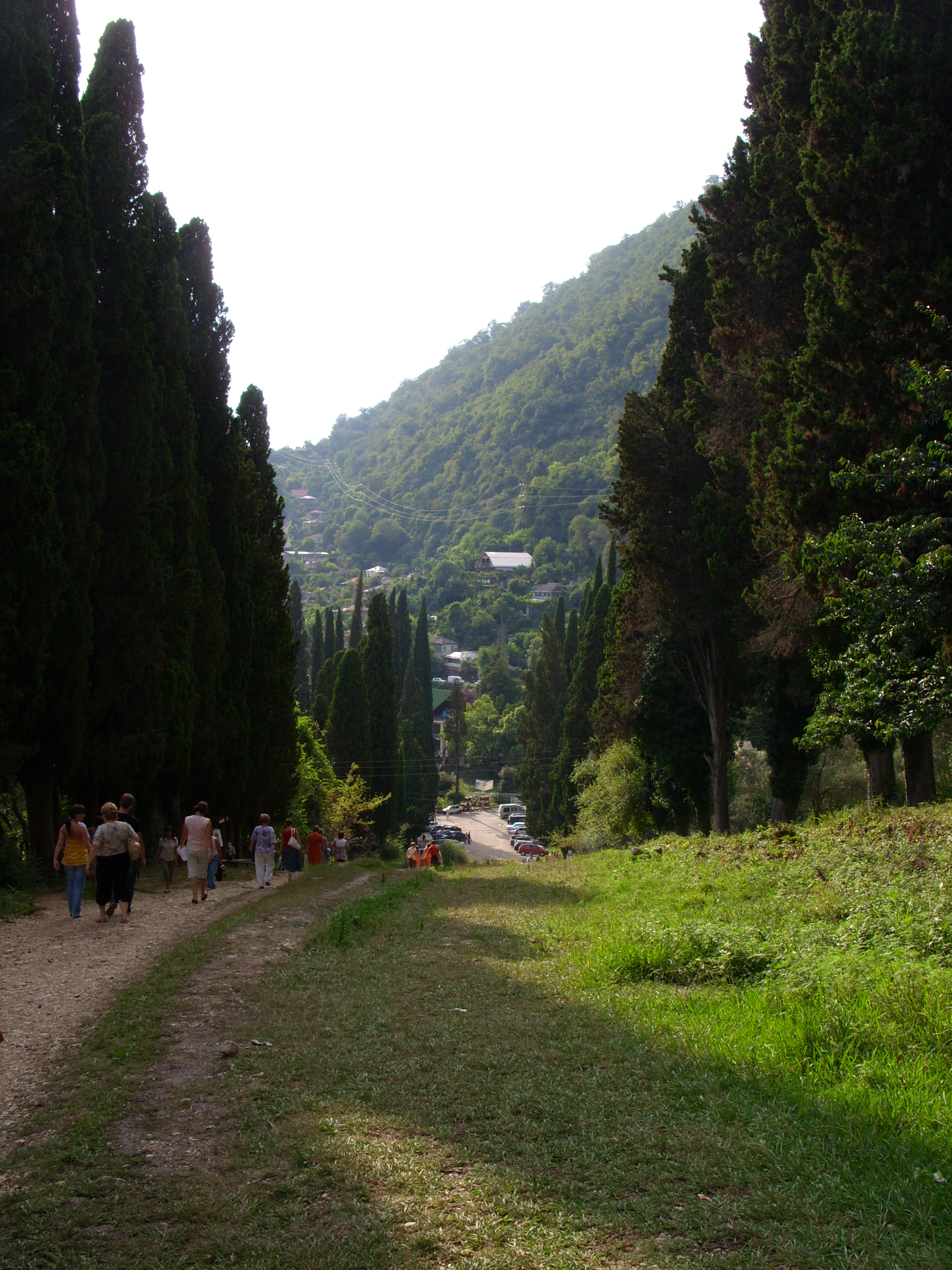
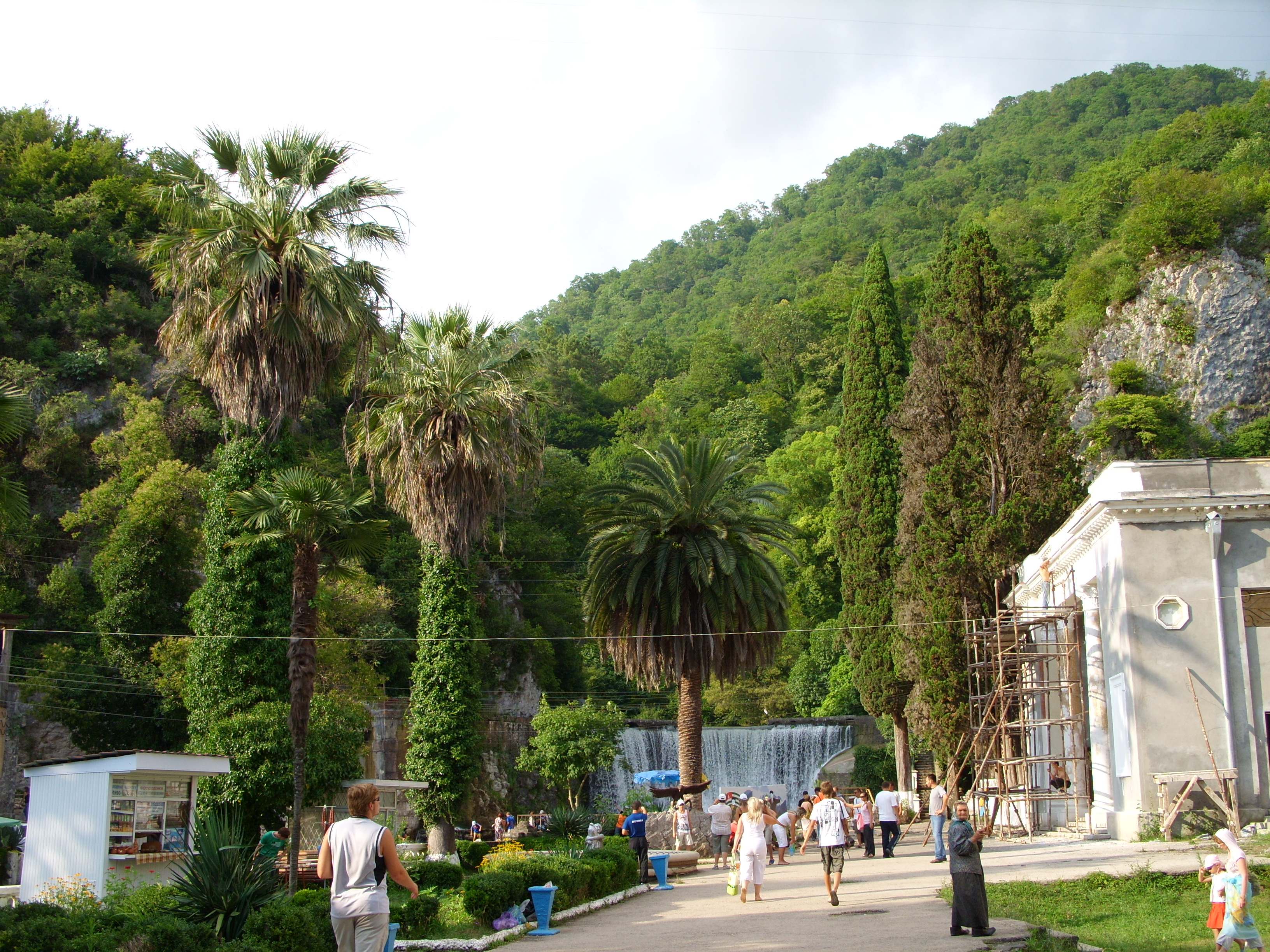
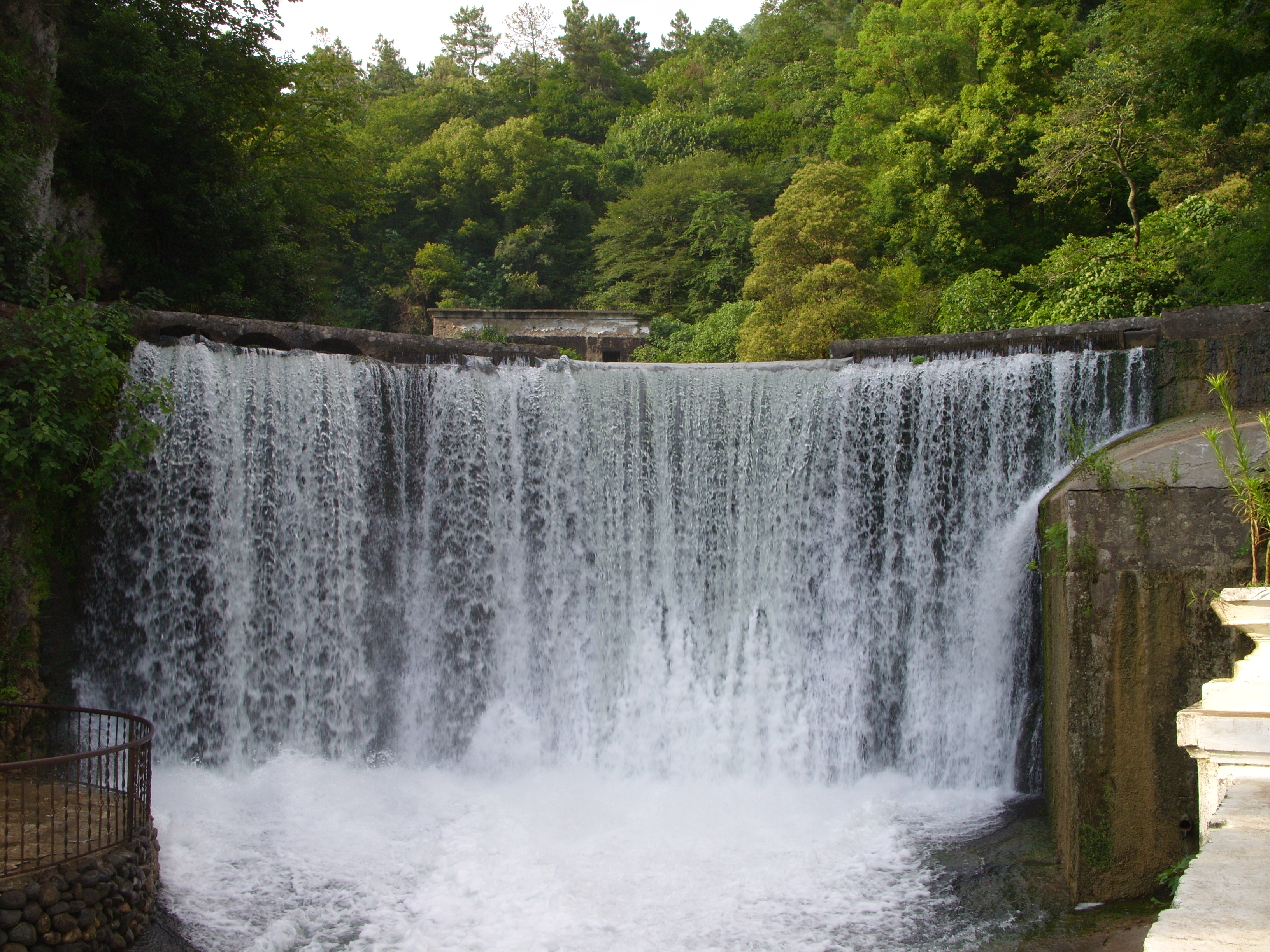
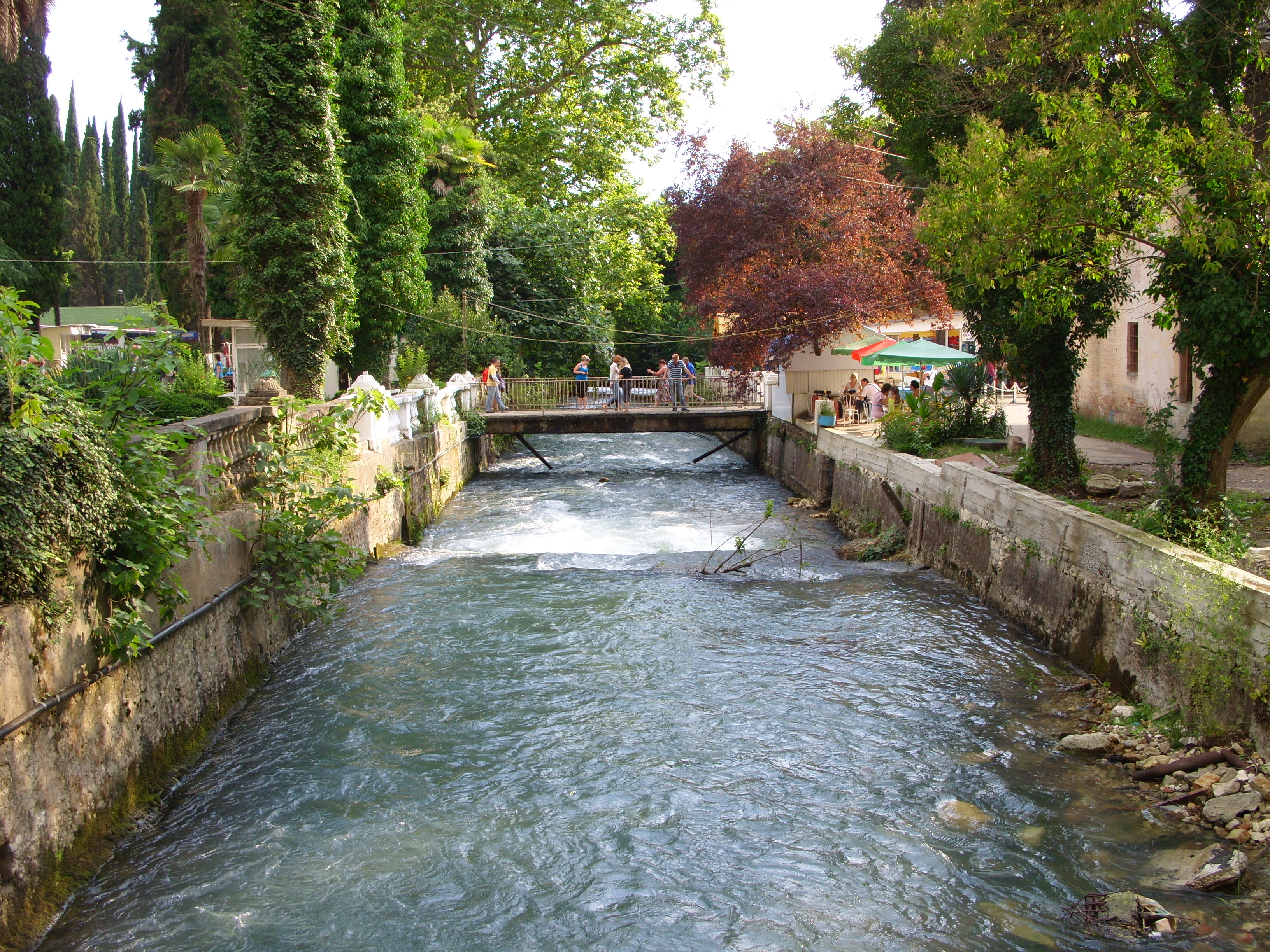
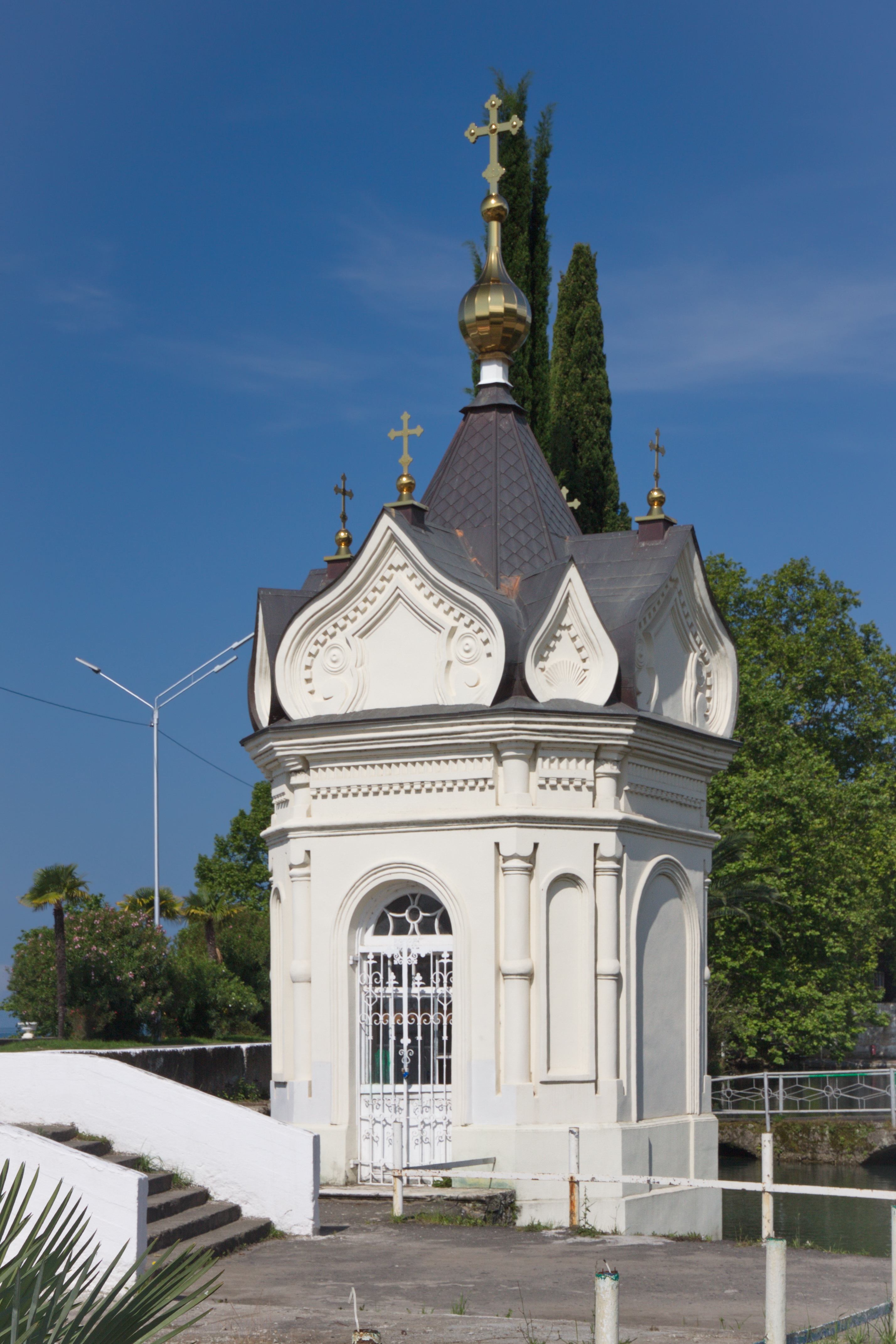
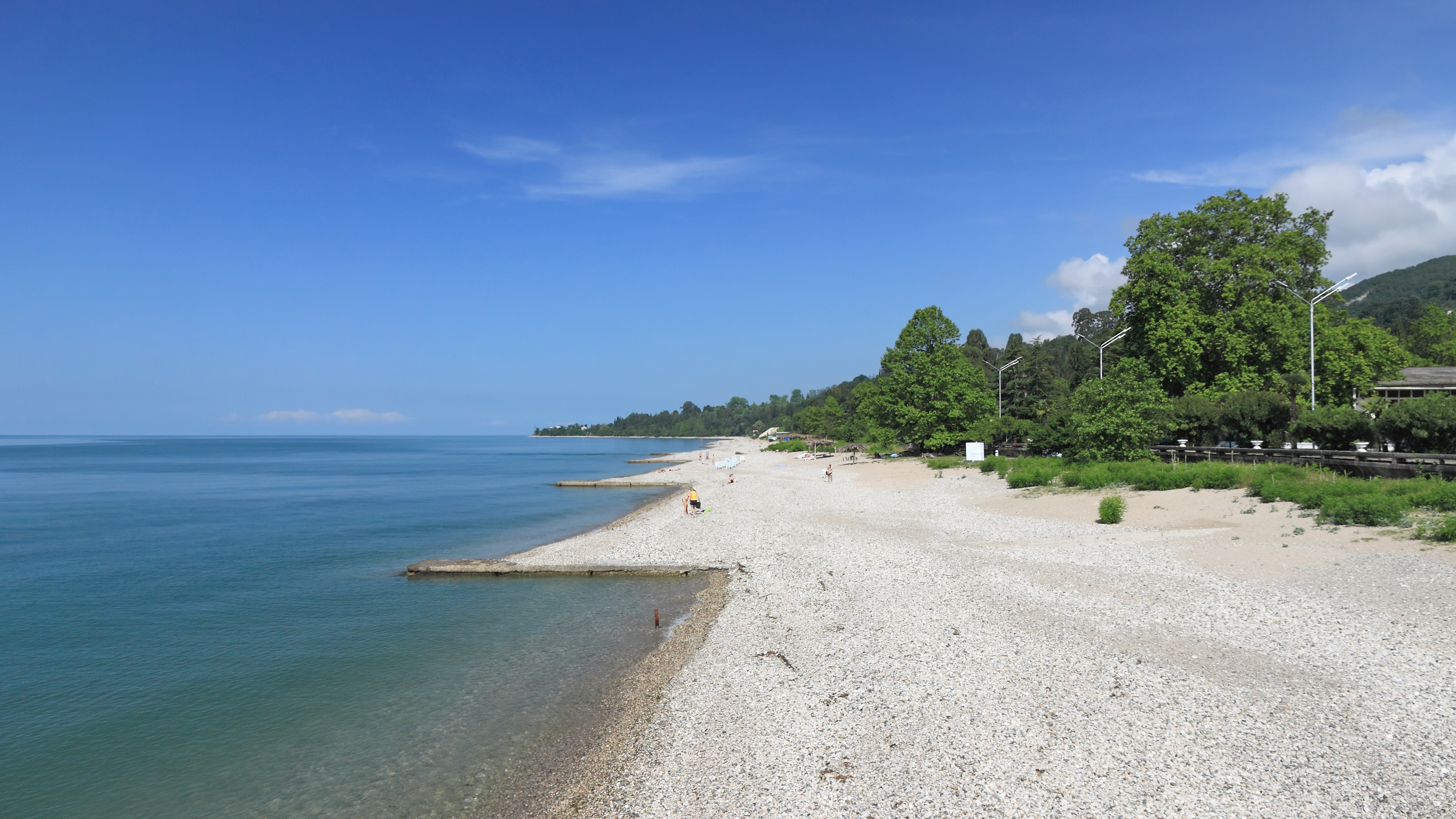
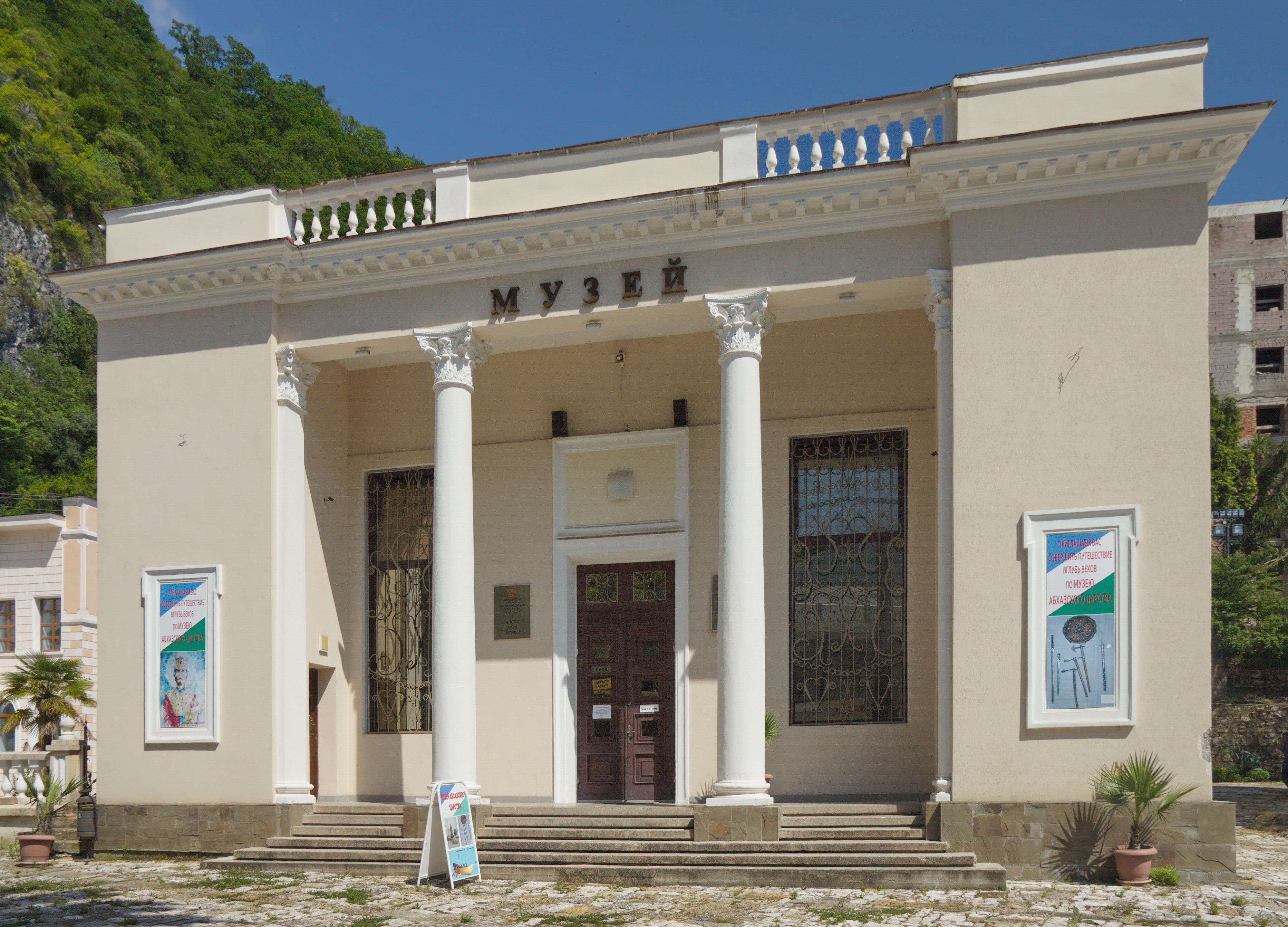
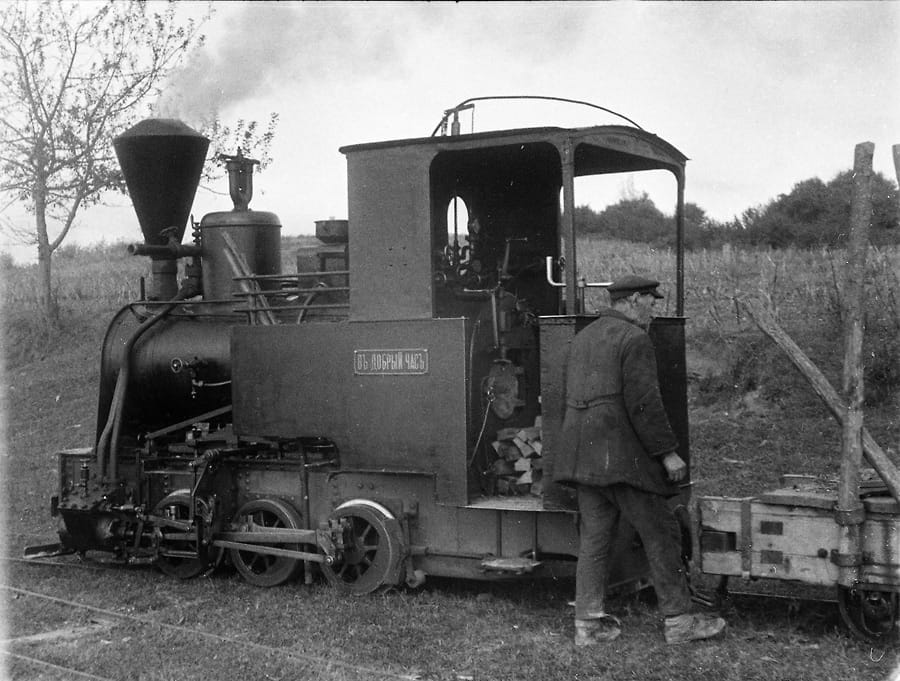